# Лопухіна Ганна Петрівна
Ясновельможна княгиня Ганна Петрівна Лопухіна, в шлюбі княгиня Гагаріна (нар. 8 листопада 1777 — пом. 25 квітня 1805) — улюблениця і фаворитка російського імператора Павла I.

## Біографія
Належала до того ж дворянського роду Лопухіних, що і перша дружина Петра I. Дочка сенатора Петра Васильовича Лопухіна (з початком її фавору став світлішим князем) від першого шлюбу з Параскою Іванівною Левшиною. Рано втративши матір, вона була вихована мачухою, Катериною Миколаївною, до шлюбу Шетнєвою, жінкою малоосвіченою і не високої моральності.
Петро Лопухін працював («присутствовал») в одному з Московських департаментів сенату. У 1798 році Москву відвідав імператор Павло I і на одному з придворних балів звернув увагу на Ганну Петрівну Лопухіну. Враження, яке вона справила на імператора, було досить сильним, чим і скористалася придворна партія, з графом Кутайсовим на чолі, ворожа імператриці Марії Федорівни та Катерині Нелідової і бажала замінити останню своєю ставленицею.

## Фаворитка
Павлу I представили молоду дівчину закохану в нього до безтями, що ще більше посилило його почуття до неї. Імператор доручив Кутайсову вести переговори з Лопухіними про запрошення їх до Петербурга. Петру Лопухіну було запропоновано два варіанти: при згоді — князівський титул і багатство; при відмові — опала і висилка. Розсудливий батько віддав перевагу першому варіанту. Дізнавшись про це, імператриця написала Ганні Петрівні листа з порадою залишатися в Москві. Змісти цього листа довели до відома Павла I, що викликало його обурення.
Восени 1798 року відбувся переїзд Лопухіних в Петербург. Їм був подарований будинок на Двірцевій набережній, 10, куплений в казну у віце-адмірала де Рібаса. Лопухін був призначений генерал-прокурором і в 1799 році отримав князівську гідність з титулом світлості, мачуха пожалувана в статс-дами, а винуватиця всіх цих милостей 6 вересня 1798 року пожалувана в камер-фрейліни, а 14 грудня 1798 року — в кавалерственні дами великого хреста державного ордена святого Іоанна Єрусалимського і 22 лютого 1799 року — у кавалерственні дами ордену святої Катерини меншого хреста.
Дуже тактовна і скромна, Ганна Лопухіна намагалася триматися осторонь від придворних інтриг і користувалася своїм впливом на імператора тільки для прохань про тих, що потрапили в немилість, чи про нагороди для будь кого. При цьому вона часто діяла не переконаннями, а плакала або дулась, поки не досягала бажаного. Павло був щиро прив'язаний до неї і в неї відпочивав від праць правління. Він відкрито висловлював своє глибоке почуття до неї: її ім'ям називалися кораблі («Благодать» — російський переклад єврейського імені Ганна), її ж ім'я красувалося на прапорах гвардії.
Малиновий колір, улюблений Лопухіної, став улюбленим кольором Павла, а значить, і двір став віддавати йому перевагу. Щоб задовольнити пристрасть Лопухіної до танців, імператор часто давав бали. Вона любила вальс, і цей танець, спочатку заборонений при дворі, завдяки їй був знову введений в моду. Так як звичайний придворний костюм заважав Лопухіній танцювати, і вона знаходила його недостатньо елегантним, то імператор скасував його, чим дуже засмутив імператрицю. Графиня Варвара Головіна писала:
|  | Лопухіна мала красиву голову, але була невисокого зросту, погано складена і без грації в манерах; красиві очі, чорні брови і волосся того ж кольору, прекрасні зуби і приємний рот були її єдиними принадами; невеликий кирпатий ніс не надавав витонченості її фізіономії. Вираз обличчя булв м'яким і гарним, і дійсно Лопухіна була добра і нездатна ні бажати, ні робити нічого злого, але в той же час вона була недалекого розуму і не отримала належного виховання. |

## Шлюб

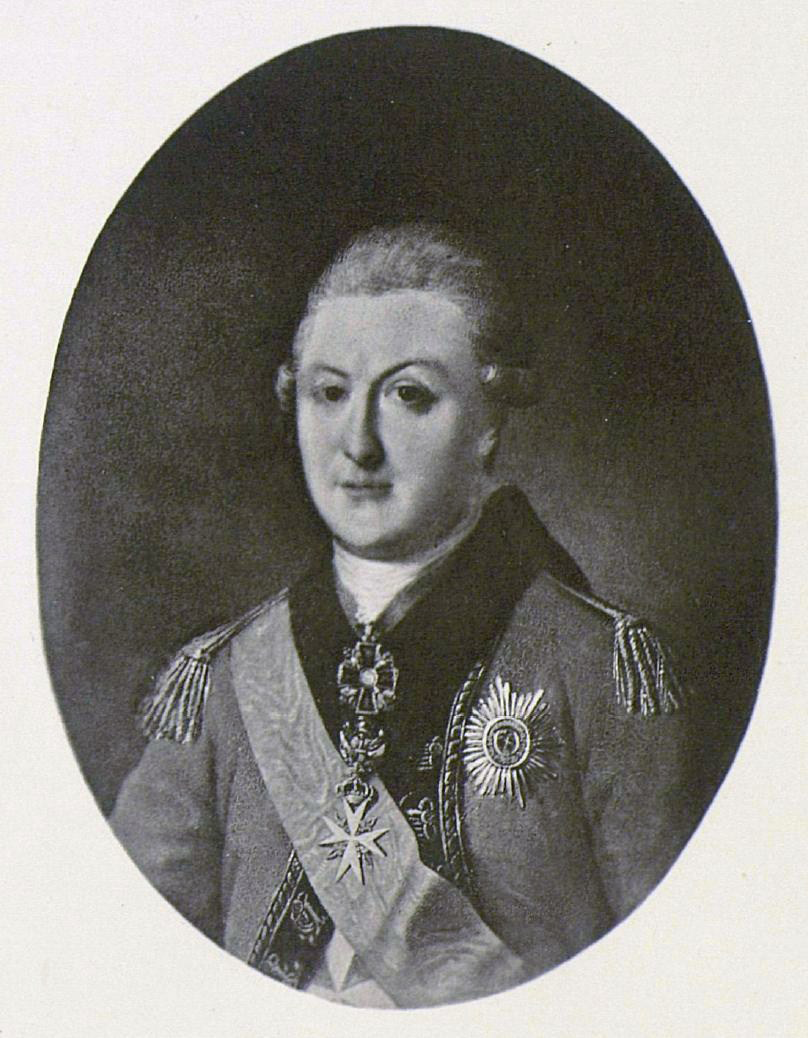
Павло Гаврилович Гагарін

Зворушений лицарськими почуттями до Ганни, Павло I вирішив не перешкоджати її шлюбу з людиною, якого вона покохає. Так, вона запідозрила почуття з її боку до Олександра Рібоп'єра, він хотів влаштувати її шлюб з ним; через деякий час Лопухіна сама зізналася Павлу I, що кохає товариша свого дитинства князя Павла Гавриловича Гагаріна (1777—1850), що знаходився в Італії в армії Суворова (за свідченням брата Ганни Петрівни вона відкрила государю своє кохання, аби захиститися від прояву занадто ніжних почуттів з його боку). Павло I викликав Гагаріна з армії до Петербурга, обсипав його нагородами і влаштував його шлюб з Лопухіною.
11 січня 1800 року Ганна Петрівна як камер-фрейліна подякувала імператрицю за дозвіл вступити в шлюб, а 8 лютого відбулося одруження. Одружившись, вона призначена була статс-дамою. Почуття Павла I до княгині Гагаріної не змінилися і після шлюбу, і вона зберігала своє високе становище аж до вбивства свого царственого шанувальника в ніч з 11 на 12 березня 1801 року.
Олександр I призначив Гагаріна посланником при сардинському дворі, і подружжя два роки прожило в Італії. Мабуть, князь Гагарін одружився тільки з розрахунку, і після смерті Павла I стосунки між чоловіком і дружиною зовсім зіпсувалися. Він погано з нею обходився, змусив переписати на себе всі її майно. Гагарін не був вірним чоловіком, у високому суспільстві був всім відомий його роман з графинею Марією Зубовою. В цей же час у Ганни Петрівни був любовний зв'язок з молодим князем Борисом Четвертинським, братом фаворитки Олександра I, з яким Ганна познайомилася на острові Сардинія під час перебування з чоловіком в Італії. У вересні 1804 року кореспондент князя Михайло Воронцов писав:
|  | У місті нового... Ганна Петрівна Гагаріна при надії, сподіваюся, що не від князя Павла. |

Навесні 1805 року Ганна Гагаріна народила (від Четвертинського) доньку на ім'я Олександра, але незабаром, 25 квітня, померла від сухот. Через кілька тижнів померло і немовля. Ганна була похована в Лазаревській церкві Олександро-Невської лаври в Санкт-Петербурзі. На могилі дружини Гагарін велів висікти напис: «На пам'ять про мою дружину і благодійницю».  На що Микола Грец у своїх «Записках» зазначав: «Вже хоч би промовчав».

## Кіновтілення
- У кінострічці «Бідний, бідний Павло» Ганну Лопухіну зіграла Юлія Мавріна.